# Jose Kalluvelil
Jose Kalluvelil (* 15. November 1955 in Thottuva, Kerala, Indien) ist ein indischer Geistlicher und syro-malabarischer Bischof von Mississauga.

## Leben
Jose Kalluvelil empfing am 18. Dezember 1984 das Sakrament der Priesterweihe für die Eparchie Palghat.
Am 6. August 2015 ernannte ihn Papst Franziskus zum Titularbischof von Tabalta und bestellte ihn zum ersten Apostolischen Exarchen von Kanada.  Die Bischofsweihe spendete ihm der Großerzbischof von Ernakulam-Angamaly, George Kardinal Alencherry, am 19. September desselben Jahres. Mitkonsekratoren waren der Bischof von Saint Thomas the Apostle of Chicago, Jacob Angadiath, und der Bischof von Palghat, Jacob Manathodath.
Mit der Erhebung des Exarchats zur Eparchie Mississauga ernannte ihn Papst Franziskus am 22. Dezember 2018 zu deren erstem Diözesanbischof.